# (473065) 2015 HQ93
(473065) 2015 HQ93 es un asteroide perteneciente al cinturón de asteroides, descubierto el 7 de mayo de 2006 por el equipo del Mount Lemmon Survey desde el Observatorio del Monte Lemmon, Arizona, Estados Unidos.

## Designación y nombre
Designado provisionalmente como 2015 HQ93.

## Características orbitales
2015 HQ93 está situado a una distancia media del Sol de 2,713 ua, pudiendo alejarse hasta 3,032 ua y acercarse hasta 2,393 ua. Su excentricidad es 0,117 y la inclinación orbital 4,519 grados. Emplea 1632 días en completar una órbita alrededor del Sol.

## Características físicas
La magnitud absoluta de 2015 HQ93 es 16,8.